# Kranji Do
Kranji Do (cyr. Крањи До) – wieś w Czarnogórze, w gminie Cetynia. W 2011 roku liczyła 22 mieszkańców.